# Mosquée Nusretiye
La mosquée Nusretiye, « Victoire » en français, est une mosquée de la ville d'Istanbul, en Turquie. Elle est située dans le quartier de Tophane. Bâtie au XIXe siècle, son architecture mêle des influences islamique et baroque.

## Historique
La mosquée est bâtie entre 1823 et 1826 par Mahmoud II (1784-1839) dans le cadre d'un projet plus vaste qui visait à reconstruire l'artillerie de Tophane, un quartier du district de Beyoğlu, sur la rive ouest du Bosphore, au nord de la Corne d'Or. Elle se situe en contrebas du quartier de Tophane dont les établissements militaires remontent aux règne de Mehmed II (1423-1484). La mosquée succède à une autre mosquée, celle dite de l'Artillerie (Tophane-i Amire Arabacilar Kislasi Camii en turc), construite par Selim III (1789-1839). La mosquée marque la transition entre le style architectural ottoman et le style impérial. Son architecte est Krikor Balyan (1764-1831), le premier d'une lignée de neuf architectes d'origine arménienne qui serviront la famille royale au cours du XIXe siècle. 
Lors de sa construction, la mosquée se situait à l'angle nord-est d'un champ de parade faisant face au Bosphore bordé par la rue du Parlement (Meclis-i Mebusan). Au sud du champ de parade se trouvait alors l'artillerie dont les bâtiments sont construits à la même époque que la mosquée, par Mahmoud II. Son successeur, Abdülmecid I (1839-1861) ajoute une horloge (Tophane saat kulesi) au centre de la place et fait construire le pavillon de Tophane (Tophane Kasri). En 1866, des logements abritant les généraux sont construits de l'autre côté de la rue du Parlement, complétant la perspective monumentale du complexe militaire que l'on peut encore admirer sur de vieilles photos d'époque. Seuls la mosquée, le pavillon et l'horloge ont survécu au renouvellement urbain du milieu des années 1950 et de la construction de l'autoroute. Aujourd'hui la mosquée se situe sur la rue Necati Bey, séparée de son environnement historique et de son accès aux rives du Bosphore. Elle a été restaurée en 1955 et 1958 puis à nouveau en 1980 et 1992.

## Origine du nom
Dans la tradition ottomane, le nom des mosquées impériales font référence le plus souvent à un Sultan (p.ex. Selimiye, Süleymaniye). En cela, la Nusretiye fait figure d'exception. Il semble que son nom ait été proposé par le poète et qadi Keçecizade Izzet Molla (m. 1829), également auteur de l'inscription monumentale à l'entrée de la mosquée.
D'après Ünver Rüstem, le nom a été choisi par anticipation du succès des réformes militaires de Mahmoud II. L'idée que le nom commémore l'abolition du corps des janissaires spécifiquement semble être postérieure de plusieurs décennies à sa construction et n'être devenu un lieu commun dans la littérature qu'à partir de la seconde moitié du XXe siècle : elle est cependant incohérente avec la chronologie des évènements, l'inauguration de la mosquée ayant eu lieu deux mois avant le Vaka-i Hayriye.

## Architecture
La mosquée, en pierre de taille, repose sur un haut socle orienté nord-ouest/sud-est et se compose d'une salle de prières carrée précédée d'un narthex et du mihrab indiquant la direction de La Mecque, la loge du sultan qui enveloppe les angles nord et ouest de la façade de l'autre côté du haut portique. Les arcades qui bordent la salle de prière sont constituées de cinq niches à coupole. Bien qu'il manque une cour monumentale, très présente dans l'architecture religieuse d'époque ottomane, il existe une petite cour qui jouxte la salle de prières au nord-est.
Le portail de la mosquée se situe au centre d'un portique à trois niches, entrée monumentale de style baroque comportant deux escaliers permettant d'accéder à la terrasse. Le pavillon du sultan domine la façade principale flanquée de minarets. Il existe des entrées secondaires sur les autres côtés du portique.
À l'intérieur, la salle de prière est surmontée d'une coupole unique reposant sur quatre arcades qui s'appuient sur les quatre angles. Le narthex du nord-ouest possède une section pour les femmes, qui jouxte l'entrée de la chaire du muezzin dans la galerie supérieure. La grande arcade au-dessus du narthex repose sur deux piliers et trois arches. L'arche centrale fait le pendant de l'arche du mirhab. Le long du mur sud-ouest, sur la droite, se trouve la loge du sultan formée par un balcon.
Les fenêtres percées dans le tympan des grandes arcades et les vingt fenêtres de la coupole font entrer la lumière du jour. Les fenêtres inférieures sont entrecoupées à leurs deux-tiers par des vases baroques taillés dans le marbre du tympan. Les fenêtres supérieures sont entourées de faux-cadres peints dans le style baroque.
Une fontaine ajoutée par Abdülhamid II en 1901 et se trouvant à l'origine sur un côté de la mosquée a été transportée dans le quartier de Maçka lors de la restructuration du quartier dans les années 1950.
Aux angles est et ouest, sur une base carrée, se trouvent les deux minarets dont les futs cannelés reposent sur un bulbe et un ensemble constitué d'un balcon double et d'imposantes balustrades. Les deux minarets sont ré-haussés en 1826. L'édifice est richement décoré : pilastres courbes, bulbes, coupoles pointues et corniches entrelacées.

## Sources
1. ↑  (en) Ünver Rüstem, « Victory in the Making: The Symbolism of Istanbul’s Nusretiye Mosque », dans Art, Trade, and Culture in the Islamic World and Beyond: From the Fatimids to the Mughals (ISBN 9781909942905), p. 92-115